# Winklerbrunnen (Bad Soden)

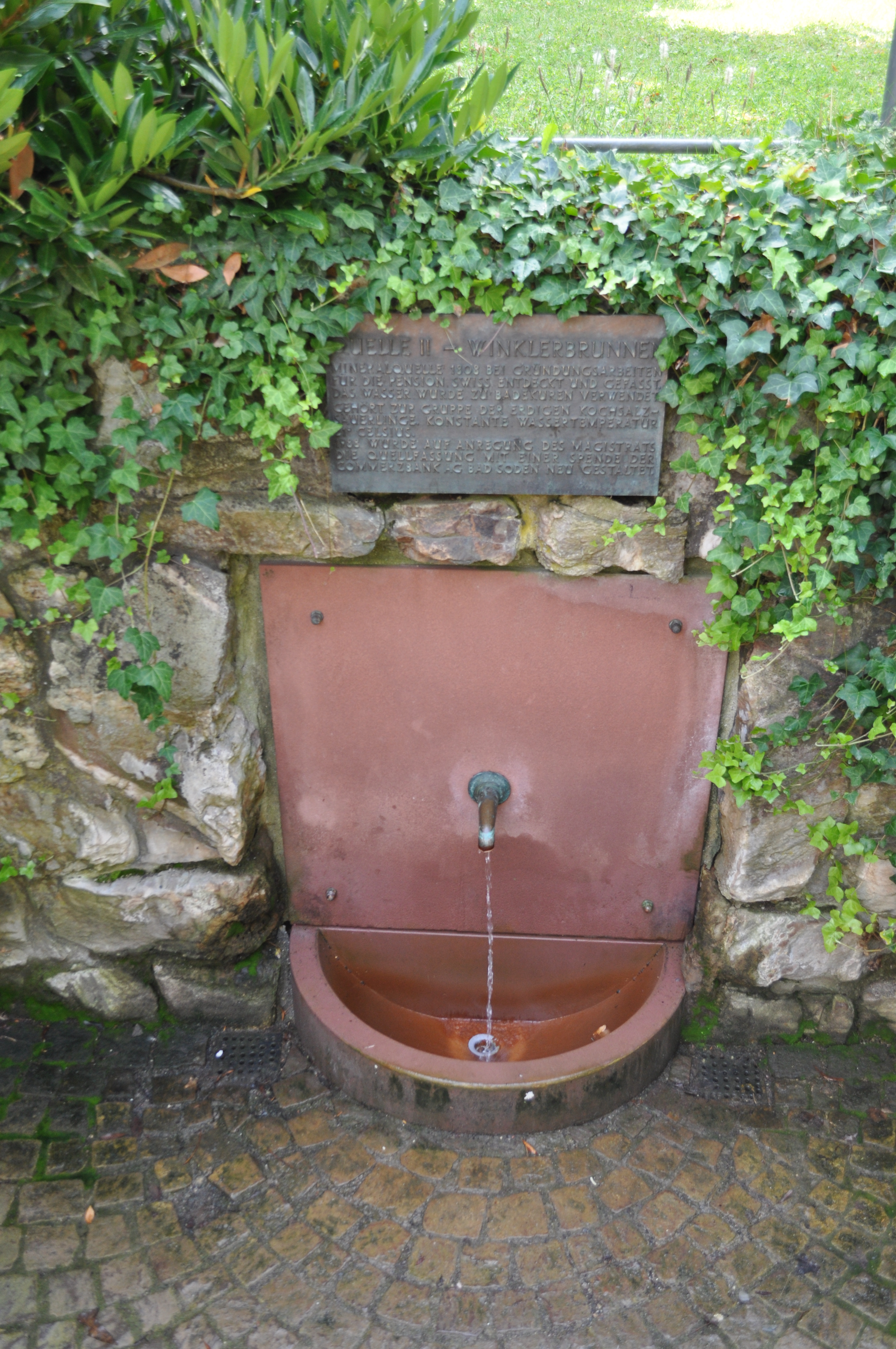
Winklerbrunnen

Der Winklerbrunnen (Quelle II) ist eine staatlich anerkannte Heilquelle in der Stadt Bad Soden am Taunus in Hessen. Der Winklerbrunnen befindet sich wie der Champagner- und Glockenbrunnen im Wilhelmspark.

## Geschichte
Der Winklerbrunnen (Quelle II) am Eingang des Parks vom Franzensbader Platz wurde 1808 bei dem Bau einer Landvilla, des Beyerbach'schen Hauses, entdeckt. Dr. Beyerbach, der Hausbesitzer, ließ die Quelle fassen. Der Brunnen erhält seinen Namen aber erst nach den späteren Besitzern, der Familie Winkler. Im Rahmen der Parkgestaltung wurde das Haus 1910 abgerissen. Der Quellenauslauf wurde 1924 mit Steinen versehen. 1988 erfolgte eine Renovierung, wobei die alte Gestaltung erhalten blieb. Bei dem Wasser handelt es sich um einen Natrium-Chlorid-Hydrogencarbonat-Thermalsäuerling.

## Anwendung
Das Wasser der Quelle wird für Trinkkuren und Inhalationen verwendet. Es handelt sich hierbei um ein Thermalen Natrium-Calcium-Chlorid-Hydrogencarbonat-Säuerling. Ein Liter der Quelle deckt 20 % des Magnesiums-, 20 % des Calciums-, 30 % des Jod- sowie 40 % des Eisenbedarfs eines Menschen.

### Anwendungsgebiete
- Erkrankungen von Magen und Dünndarm
- Anregung der Verdauungsfunktion
- Harnwegsinfekte
- Schweißausbrüche